# القافل، صنعا
ال-قافل، صنعا یک منطقهٔ مسکونی در یمن است که در استان صنعا واقع شده‌است.